# Affonso Celso de Ouro-Preto
Affonso Celso de Ouro-Preto (* 29. Juli 1938 in Rio de Janeiro; † am oder vor 28. Dezember 2016) war ein brasilianischer Diplomat.

## Leben
Affonso Celso de Ouro-Preto studierte 1956 am Institut d’études politiques de Paris. 1963 absolvierte er einen Kurs am Rio-Branco-Institut. 1964 war er attachierter Sekretär für die Bereiche Osteuropa und Asien bei Außenminister Vasco Leitão da Cunha. Von 1966 bis 1969 wurde er in Washington, D.C. beschäftigt. Von 1970 bis 1973 wurde er in Wien beschäftigt. Bis 1974 wurde er in der Botschaft in Bissau beschäftigt. Anschließend wirkte er bis 1977 in der Abteilung Afrika. 1977 wurde er bei der Delegation bei den Organisationen am Büro der Vereinten Nationen in Genf beschäftigt. Ab 1979 leitete er die Abteilung Afrika des Itamaraty.
Von 1983 bis 1987 war er Botschafter in Bissau. Von 1987 bis 1990 leitete er die brasilianische Delegation der Conferência Técnica sobre a Institucionalização do Parlamento Latinoamericano. Von 1990 bis 1993 war er Botschafter in Stockholm. Von 1993 bis 1995 war er Bürovorsteher von Außenminister Celso Amorim. Von 1995 bis 1999 war er Botschafter in Wien. Von 1999 bis 2003 war er Botschafter in Peking. Von 2004 bis 2010 leitete er die Abteilung Mittlerer Osten im Itamarity. Anschließend leitete er das Instituto de Estudios Brasil-China (IBRACH).